# Indotyphlops lankaensis
Indotyphlops lankaensis — вид змій родини сліпунів (Typhlopidae). Ендемік Шрі-Ланки.

## Поширення і екологія
Indotyphlops lankaensis відомі з двох місцевостей, розташованих в окрузі Тринкомалі на сході Шрі-Ланки. Вони живуть в прибережних лісах, серед піщаних дюн, а також на покинутих рисових полях.

## Збереження
МСОП класифікує цей вид такий, що перебуває на межі зникнення. Indotyphlops lankaensis загрожує знищення природного середовища.